# Condado de Clinton (Nova Iorque)
O Condado de Clinton é um dos 62 condados do estado americano de Nova Iorque. A sede do condado é Plattsburgh, e sua maior cidade é Plattsburgh. O condado possui uma área de 2 895 km²(dos quais 204 km² estão cobertos por água), uma população de 79 894 habitantes, e uma densidade populacional de 30 hab/km² (segundo o censo nacional de 2000). O condado foi fundado em 1788.